# Kōnstantinos Simōnidīs
Kōnstantinos Simōnidīs (Simi, 5 novembre 1820 – Alessandria d'Egitto, 18 ottobre 1890?) è stato un avventuriero e falsario greco, famoso per i suoi falsi di documenti dell'antichità greca.

## Biografia
Nacque sull'isola di Simi, presso Rodi, il 5 novembre 1820 (o, secondo altre fonti, l'11 novembre 1824); da ragazzo tentò invano di uccidere il patrigno e fu poi costretto a fuggire. Nel 1837 lavorò nella stamperia di un famoso libraio. In seguito fu ospitato dallo zio Benedictos, che era abate in un monastero russo a Monte Athos (penisola sacra alla religione ortodossa). Fu in quel periodo che venne a contatto con gli antichi manoscritti greci, apprendendo i segreti dei copisti: tra i suoi primi falsi vi furono alcuni testi medioevali, ma anche icone.
Nel 1850 pubblicò una descrizione dell'isola di Cefalonia corredata da 205 mappe, da lui "ritrovate", realizzata dal geografo Euliro, che sarebbe vissuto nel IV secolo a.C. L'esame dello stile e del contenuto ne dimostrano la falsità. Dopo il 1850 si trasferì a Costantinopoli dove conosceva diplomatici e dignitari che gli resero possibile la partecipazione agli scavi dell'Ippodromo. Nel 1853 si recò in Inghilterra con manoscritti veri e falsi e, nel 1855, raggiunse Lipsia. Cercò di vendere per 2000 talleri (che però non incassò mai) 70 fogli di una falsa Storia egizia sulla successione dei re egizi composta dallo storico siriaco Uranio (fl. VI sec.) al classicista Wilhelm Dindorf, che li rivendette per più del doppio all'Accademia delle scienze berlinese. La truffa fu smascherata da Alexandros Lykourgos e Konstantin von Tischendorf. Simonidis fu quindi espulso dalla Prussia.
In seguito Simonidis fuggì in Egitto facendo perdere le proprie tracce. Si spacciò per morto di peste il 19 ottobre 1867 ad Alessandria, dove invece continuò il suo lavoro fino alla morte naturale, sopraggiunta verso il 1890. Lo storico Jacob Burckhardt, nel 1882 scrisse che Simonidis apparteneva alla categoria dei falsari spinti da un irresistibile impulso, da un mirabile virtuosismo più che dalla sete di denaro. Morì povero il 18 ottobre 1890.

## Simonidis e il papiro di Artemidoro

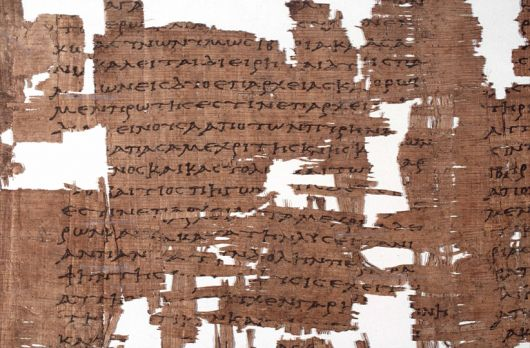
Un frammento del papiro di Artemidoro

Il filologo Luciano Canfora, che è il più noto assertore della falsità del Papiro di Artemidoro, ritiene che il reperto sia opera di Simonidis. Lo studioso italiano ha raccolto diversi argomenti a sostegno della sua tesi: dagli interessi geografici di Simonidis, a convergenze linguistiche fra il testo del papiro e vari scritti di Simonidis, fino ad una sorta di autoidentificazione di Simonidis con Artemidoro: in una sua autobiografia fittizia, Simonidis descrive un proprio viaggio lungo l'Egitto che ricalca il viaggio di Artemidoro nella stessa terra, così come descritto da Strabone. Un intervento del filologo inglese Richard Janko ha proposto somiglianze stilistiche fra i disegni realizzati da Simonidis e quelli presenti sul papiro. Secondo l'archeologo Salvatore Settis, invece, l'autenticità del papiro non può essere messa in discussione. 
In seguito alla nascita della controversia sull'autenticità, il papiro è stato testato col metodo del carbonio 14 presso la Sezione di Firenze dell'Istituto Nazionale di Fisica Nucleare (INFN), nel Laboratorio di tecniche nucleari per i Beni Culturali (LABEC) e presso il Centro Regionale di Competenza per lo Sviluppo e il Trasferimento dell'Innovazione Applicata ai Beni Culturali di Caserta (INNOVA), nel laboratorio CIRCE (Center for Isotopic Research on the Cultural and Environmental Heritage). Le analisi su vari campioni provenienti da diverse aree del rotolo hanno confermato una datazione del materiale tra il 40 a.C. e il 130 d.C. con un livello di sicurezza del 95,4%. All'interno di questo intervallo temporale si raggiunge una datazione più precisa tra 15 d.C. e 85 d.C. con un livello di sicurezza del 68%. Le analisi radiometriche hanno così confermato la datazione inizialmente proposta su basi paleografiche dai primi editori del papiro. Dopo aver preso atto della indiscutibile datazione al radiocarbonio sul supporto papiraceo, Canfora ha sostenuto in numerose pubblicazioni che l'ipotetico falsario, individuato in Simonidis, avrebbe usato un antico papiro rinvenuto completamente bianco, preparando l'inchiostro a imitazione degli inchiostri antichi e simulando la scrittura del I secolo d.C. A questa ipotesi di Canfora è stato obiettato che per raggiungere un tale risultato "anche il più abile dei falsari" "dovrebbe datare il materiale raccolto, per poter incollare insieme solo pezzi risalenti al I sec. d.C., affinché l’età del supporto sia coincidente con le caratteristiche della scrittura usata per stendere il testo del recto e le didascalie del verso, che sono assegnabili al I sec. d.C. su base paleografica"; questa difficoltà "ai nostri giorni potrebbe essere superata da un falsario agguerrito, che avesse accesso ad un acceleratore atomico e che effettuasse delle datazioni con il metodo del 14C". In una sua estesa disamina il filologo Giovan Battista D'Alessio (Università degli Studi di Napoli Federico II) ha concluso che "l'identificazione di questo papiro come un falso di Costantino Simonidis comporta una grande quantità di fantastiche costruzioni ipotetiche ad hoc che, lungi dal fornire una spiegazione più economica delle prove, costringono i loro sostenitori a finzioni sempre più implausibili".